# نیتان ال. باکمن
نیتان ال. باکمن (به انگلیسی: Nathan L. Bachman) سناتور سابق عضو حزب دموکرات ایالات متحده آمریکا بود. وی در سال ۱۹۳۳ تا ۱۹۳۷ میلادی سناتور ایالت تنسی در سنای ایالات متحده آمریکا بود.